# Eva Sandersen
Eva Eun-Kyung Sandersen (koreansk: Eva 은경 Sandersen, født 12. februar 2001) er en dansk taekwondo-atlet, ni-dobbelt verdensmester i poomsae og ni-dobbelt europamester.

## Karriere
Eva Sandersen begyndte at træne den koreanske kampsport taekwondo i 2009 på opfordring fra sine forældre.
Sandersen deltog i sin første seniorkonkurrence i 2018 ved World Taekwondo Beach Championships på Rhodos, hvor hun også havde konkurreret som junior i Recognized Poomsae-konkurrencen og vandt sølvmedalje i kvindernes Freestyle Poomsae-konkurrence.
I 2019 blev hun dobbelt europamester i disciplinen traditionel formskøjteløb og i freestyle ved europamesterskaberne i Antalya. I februar 2020 sprængte Sandersen en akillessene under et træningspas og måtte holde en pause fra konkurrencer i seks måneder.
I slutningen af samme år vandt hun sin første store medalje på den internationale scene ved 2020 Online World Taekwondo Poomsae Championships, hvor hun vandt bronze. Konkurrencen blev afholdt online på grund af COVID-19-pandemien. I 2021 vandt Sandersen to guldmedaljer, både i den traditionelle poomsae-kategori og i senior kvinders freestyle-kategori (via 17 år) ved de 15. European Poomsae Championships i Seixal, Portugal.
Ved verdensmesterskaberne i Taekwondo Poomsae i Goyang 2022 blev hun verdensmester i kvindernes anerkendte Poomsae seniorkonkurrence (18-30 år). Derudover vandt Sandersen bronzemedalje i kvindernes Freestyle Poomsae-konkurrence.
I 2023 i Innsbruck blev Sandersen europamester for tredje gang, da han slog den tyrkiske atlet Seyda Nur Yavuz med 79,4 til 76,4 point i finalen i Traditionel Poomsae-konkurrencen. Hun blev også europamester igen i freestyle-konkurrencen. I 2024 deltog hun i kvindernes individuelle freestyle-konkurrence ved verdensmesterskaberne i poomsae i Hongkong, hvor hun blev nummer to efter den forsvarende verdensmester i freestyle, Ye Eun Cha fra Sydkorea. Hun vandt også sølv i kvindernes Recognized Poomsae-konkurrence efter den sydkoreanske atlet Jooyeong Lee.

## Offentlige optrædener
Sandersen deltog i den femte og sidste sæson af Danmark Har Talent i november 2019. Hun opførte flere programmer, der bestod af taekwondo-moves kombineret med stuntelementer. Sandersen gik videre til finalen, men missede Top 5 og endte på en 6.-10. plads.

## Eksterne links
- Atletprofil ved World Taekwondo
- Dansk Taekwondo Union | Landsholdsinformation